# Old Dominion University

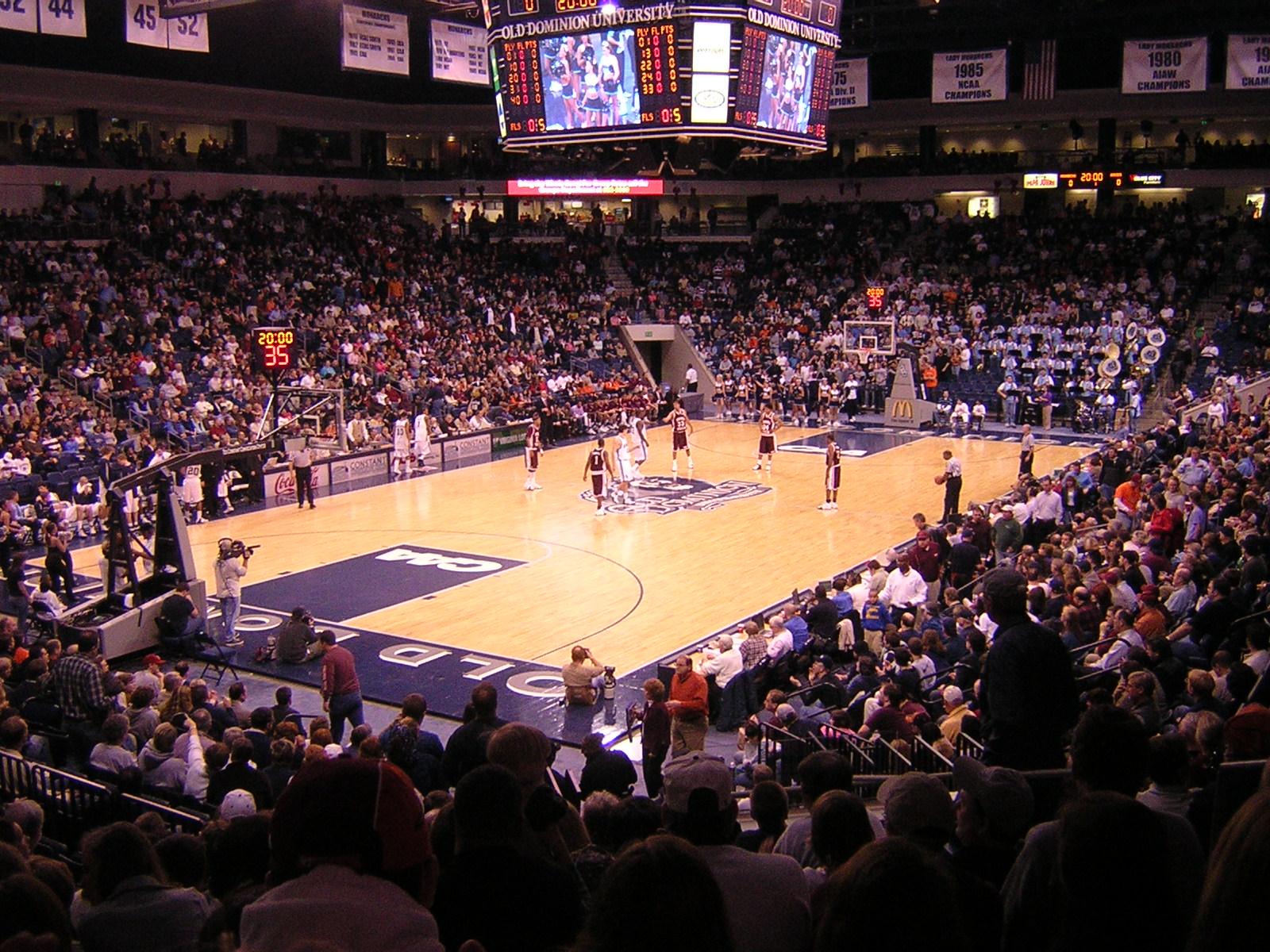
Ted Constant Convocation Center

Die Old Dominion University (auch ODU genannt) ist eine staatliche Universität in Norfolk im US-Bundesstaat Virginia.
Die Old Dominion University wurde 1930 zunächst als Norfolk Division des College of William and Mary gegründet. 1962 wurde sie eigenständig.

## Sport
Die Sportteams der Old Dominion University sind die Monarchs (Herren) und Lady Monarchs (Frauen). Die Hochschule ist seit 2022 Mitglied in der Sun Belt Conference der NCAA Division I.

## Persönlichkeiten
- Kent Bazemore (* 1989) – Basketballspieler
- Michael John Bloomfield (* 1959) – Raumfahrer
- Tom DiCillo (* 1953) – Filmregisseur
- Anne Donovan (1961–2018) – Basketballspielerin und -trainerin
- William J. Fallon (* 1944) – Admiral
- Benjamin S. Griffin (* 1946) – General
- Ingo Heidbrink (* 1968) – Schifffahrtshistoriker
- Taylor Heinicke (* 1993) – American-Football-Spieler
- Chad Hugo (* 1974) – Musiker und Produzent
- Jen Kiggans (* 1971) – Politikerin
- Nancy Lieberman (* 1958) – Basketballspielerin
- Rick Lovato (* 1992) – American-Football-Spieler
- Michael Pearson (* 1949) – Schriftsteller und Hochschullehrer
- Justin Verlander (* 1983) – Baseballspieler
- G. William Whitehurst (* 1925) – Politiker